# Князь Япанчи
Япанчи (Япанча, Ябынчы, Епанча) (?-1552 гг.), татарский казанский мурза, командир конницы, арский князь.
Во время осады Казани войсками Ивана IV в 1552 воевал в тылу русских войск.
Погиб в сражении с отрядом А.Б Горбатого-Шуйского

## Личность
Являлся одним из арских князей. В 1541 году известно о существовании у Япанчи брата по имени Шаболат.

## История
Согласно летописи, руководитель конного войска Казанского ханства Япанча-би вместе с Яушем-мурзой едут в Арскую крепость, где намереваются собрать отряды для противостояния московскому царю. Когда Казань оказывается в осаде, отряды под руководством Япанчи то и дело прорываются со стороны Высокой Горы и устраивают нападения на противника. Таким образом, благодаря войскам Япанчи, завоевание Казани для русского войска оказалось непростым. Участвовавший в походе на Казань, князь Андрей Михайлович Курбский писал, что из-за нападений Япанчи они три недели практически голодали. Над Казанским кремлем поднималось знамя, одновременно из крепости выступала пехота, за ней — конница. Знамя являлось сигналом к наступлению. Завоеватели Казани понимают, что без уничтожения конницы город взять не удастся. Воевода Горбатый-Шуйский, собрав лучших воинов, выдвигается в сторону Арска. Там происходит несколько столкновений с войском Япанчи. После разгрома конного войска, воевода возвращается в Казань, по дороге разорив Арск и несколько других деревень, таким способом пополнив запасы провизии. Вопрос обеспечения едой для войска был очень важным на тот момент, поскольку ранее суда с провизией затонули во время шторма. После успешного похода Горбатого, московский царь направляет все силы на покорение Казани.
После столкновения в Заказанье, Япанча в дальнейшем не упоминается в летописи.

## Отряды Япанчи после взятия Казани
«В открестностях Казани „ясаки собрали сполна“, но в феврале 1553 года обнаружилось, что „казанские люди луговые ясаков не дали“ и сборщиков убили. Собралось войско казанцев, которое укрепило засеку на Высокой горе, в 15 верстах от Казани. Можно думать, что остатки отряда князя Япанчи послужили основой организовавшейся армии. Военные действия казанцев были удачны: они одержали победу над посланными из Казани двумя русскими отрядами в 800 человек; оба отряда были уничтожены: „пришли на них арские люди и луговые, да их побили на голову и убили 350 стрельцов да 450 казаков“»